# Lijst van burgemeesters van Bat Yam
Dit is een lijst van burgemeesters van Bat Yam, een kuststad in het westen van Israël.
Nadat Bat Yam in 1936 de gemeentelijke status had verkregen, zijn de volgende personen burgemeester (geweest): 
| Mintz Ben Zion           | 1936-1937  |
| Israel Ben Zion          | 1937-1939  |
| Israel Rabinovich-Teomim | 1939-1943  |
| Eliav Levai              | 1943-1950  |
| David Ben Ari            | 1950-1963  |
| Menahem Rothschild       | 1963-1973  |
| Yitzhak Walker           | 1973-1977  |
| David Mesika             | 1977-1978  |
| Menahem Rothschild       | 1978-1983  |
| Ehud Kanmon              | 1983-1993  |
| Yehoshua Sagi            | 1993-2003  |
| Shlomo Lahiani           | 2003-2014  |
| Yossi Bachar             | 2014-2018  |
| Tzvika Brot              | 2018-heden |

Asjdod · 
Bat Yam · 
Beër Sjeva · 
Eilat · 
Haifa · 
Holon · 
Jeruzalem · 
Petach Tikwa · 
Risjon Letsion · 
Tel Aviv